# Досбергенов, Тюлебек Досбергенович
Тюлебе́к Досберге́нов (кирг. Төлөбек Досбергенов; март 1906 год, аул № 1 — 15 декабря 2000 год, аул Джоон-Дёбё, Кара-Бууринский район, Таласская область) — старший чабан племхоза «Джуан-Тюбе» Фрунзенской области, Киргизская ССР. Герой Социалистического Труда (1957). Депутат Верховного Совета Киргизской ССР.

## Биография
Родился в марте 1906 года в крестьянской семье в ауле № 1 (ныне — Сарысуский район Жамбылской области, Казахстан).
В 1928—1930 — старший скотник конторы «Заготскот».
С 1931 г. — сакманщик, чабан, с 1934 — старший чабан в племенном совхозе «Джуан-Тюбе» Кировского района Фрунзенской области. Выращивал овец тонкорунной породы.
В 1956 году получил 140 ягнят от 100 овцематок и по 5,3 килограмма шерсти с каждой овцы. Указом Президиума Верховного Совета СССР от 15 февраля 1957 года за выдающиеся успехи, достигнутые в деле увеличения производства сахарной свеклы, хлопка и продуктов животноводства, широкое применение достижений науки и передового опыта в возделывании хлопчатника, сахарной свеклы и получение высоких и устойчивых урожаев этих культур удостоен звания Героя Социалистического Труда с вручением ордена Ленина и золотой медали «Серп и Молот».
Награждён двумя орденами Ленина, орденом «Знак Почёта», двумя медалями, а также Большой и Малой золотыми и двумя Малыми серебряными медалями ВДНХ.
Член КПСС с 1942 года. Избирался депутатом Верховного Совета Киргизской ССР 6-го созыва.
С 1968 года - персональный пенсионер союзного значения. После выхода на пенсию проживал в ауле Джоон-Дёбё, где скончался в 2000 году.